# Gravetat entròpica

La teoria de la gravetat entròpica compleix la llei de la gravitació universal de Newton a la Terra i a distàncies interplanetàries, però divergeix d'aquesta naturalesa clàssica a distàncies interestel·lars.

La gravetat entròpica, també coneguda com a gravetat emergent, és una teoria de la física moderna que descriu la gravetat com una força entròpica —una força amb homogeneïtat a macroescala però que està subjecta a un desordre a nivell quàntic— i no una interacció fonamental. La teoria, basada en la teoria de cordes, la física del forat negre i la teoria de la informació quàntica, descriu la gravetat com un fenomen emergent que sorgeix de l'entrellat quàntic de petits fragments d'informació espai-temps. Com a tal, es diu que la gravetat entròpica compleix la segona llei de la termodinàmica sota la qual l'entropia d'un sistema físic tendeix a augmentar amb el temps.
La teoria ha estat controvertida a la comunitat física, però ha provocat investigacions i experiments per comprovar la seva validesa.

## Importància
En la seva forma més senzilla, la teoria sosté que quan la gravetat esdevé desaparegudament feble (nivells que només es veuen a distàncies interestel·lars), divergeix de la seva naturalesa entesa clàssicament i la seva força comença a decaure linealment amb la distància d'una massa.
La gravetat entròpica proporciona un marc subjacent per explicar la Dinàmica Newtoniana Modificada, o MOND, que sosté que a un llindar d'acceleració gravitatòria d'aproximadament 1,2×10−10 m/s2, la força gravitatòria comença a variar inversament linealment amb la distància d'una massa en lloc de la llei normal del quadrat invers de la distància. Aquest és un llindar molt baix, que només mesura 12 bilions de força de la gravetat a la superfície de la Terra; un objecte caigut des d'un metre d'alçada cauria durant 36 hores si la gravetat de la Terra fos tan feble. També és 3.000 vegades menys que la resta del camp gravitatori de la Terra que existeix en el punt on Voyager 1 va creuar l'heliopausa del sistema solar i va entrar a l'espai interestel·lar.
La teoria afirma ser coherent tant amb les observacions a nivell macro de la gravetat newtoniana com amb la teoria de la relativitat general d'Einstein i la seva distorsió gravitatòria de l'espai-temps. És important destacar que la teoria també explica (sense invocar l'existència de matèria fosca i ajustar els seus nous paràmetres lliures) per què les corbes de rotació galàctica difereixen del perfil esperat amb la matèria visible.
La teoria de la gravetat entròpica planteja que el que s'ha interpretat com a matèria fosca no observada és el producte d'efectes quàntics que es poden considerar com una forma d'energia fosca positiva que eleva l'energia del buit de l'espai del seu valor d'estat fonamental. Un principi central de la teoria és que l'energia fosca positiva condueix a una contribució de la llei del volum tèrmic a l'entropia que supera la llei de l'àrea de l'espai anti-de Sitter precisament a l'horitzó cosmològic.
Així, aquesta teoria proporciona una explicació alternativa del que la física convencional atribueix actualment a la matèria fosca. Com que es creu que la matèria fosca compon la gran majoria de la massa de l'univers, una teoria en la qual està absent té grans implicacions per a la cosmologia. A més de continuar treballant teòricament en diverses direccions, hi ha molts experiments planificats o en curs per detectar realment o determinar millor les propietats de la matèria fosca (més enllà de la seva atracció gravitatòria), tot això es veuria soscavat per una explicació alternativa dels efectes gravitatoris atribuïts actualment a aquesta entitat esquiva.

## Origen
La descripció termodinàmica de la gravetat té una història que es remunta almenys a la investigació sobre la termodinàmica del forat negre de Bekenstein i Hawking a mitjans dels anys setanta. Aquests estudis suggereixen una connexió profunda entre la gravetat i la termodinàmica, que descriu el comportament de la calor. El 1995, Jacobson va demostrar que les equacions de camp d'Einstein que descriuen la gravitació relativista es poden derivar combinant consideracions termodinàmiques generals amb el principi d'equivalència. Posteriorment, altres físics, sobretot Thanu Padmanabhan i Ginestra Bianconi, van començar a explorar els vincles entre la gravetat i l'entropia.

## La teoria d'Erik Verlinde
El 2009, Erik Verlinde va proposar un model conceptual que descriu la gravetat com una força entròpica. Argumenta (semblant al resultat de Jacobson) que la gravetat és una conseqüència de la "informació associada a les posicions dels cossos materials". Aquest model combina l'enfocament termodinàmic de la gravetat amb el principi hologràfic de Gerard 't Hooft. Implica que la gravetat no és una interacció fonamental, sinó un fenomen emergent que sorgeix del comportament estadístic dels graus de llibertat microscòpics codificats en una pantalla hologràfica. El document va obtenir una varietat de respostes de la comunitat científica. Andrew Strominger, un teòric de cordes a Harvard va dir: "Algunes persones han dit que no pot ser correcte, altres que és correcte i ja ho sabíem: que és correcte i profund, correcte i trivial".

## Derivació de la llei de la gravitació
La llei de la gravitació es deriva de la mecànica estadística clàssica aplicada al principi hologràfic, que estableix que la descripció d'un volum d'espai es pot considerar com {\displaystyle N} bits d'informació binària, codificats en un límit d'aquesta regió, una superfície tancada d'àrea {\displaystyle A}. La informació es distribueix uniformement a la superfície i cada bit requereix una àrea igual a {\displaystyle \ell _{\text{P}}^{2}}, l'anomenada zona de Planck, de la qual {\displaystyle N} Així es pot calcular:
{\displaystyle N={\frac {A}{\ell _{\text{P}}^{2}}}} on {\displaystyle \ell _{\text{P}}} és la longitud de Planck. La longitud de Planck es defineix com:
{\displaystyle \ell _{\text{P}}={\sqrt {\frac {\hbar G}{c^{3}}}}}on {\displaystyle G} és la constant gravitatòria universal, {\displaystyle c} és la velocitat de la llum, i {\displaystyle \hbar } és la constant de Planck reduïda. Quan es substitueix a l'equació per {\displaystyle N} trobem:
{\displaystyle N={\frac {Ac^{3}}{\hbar G}}}
El teorema d'equippartició estadística defineix la temperatura {\displaystyle T} d'un sistema amb {\displaystyle N} graus de llibertat pel que fa a la seva energia {\displaystyle E} tal que: {\displaystyle E={\frac {1}{2}}Nk_{\text{B}}T} on {\displaystyle k_{\text{B}}} és la constant de Boltzmann. Aquesta és l'energia equivalent per a una massa {\displaystyle M} segons: {\displaystyle E=Mc^{2}.}La temperatura efectiva experimentada a causa d'una acceleració uniforme en un camp de buit segons l'efecte Unruh és:
{\displaystyle T={\frac {\hbar a}{2\pi ck_{\text{B}}}},} on {\displaystyle a} és aquesta acceleració, que per a una massa {\displaystyle m} s'atribuiria a una força {\displaystyle F} segons la segona llei del moviment de Newton : {\displaystyle F=ma.}
Prenent la pantalla hologràfica com una esfera de radi {\displaystyle r}, la superfície vindria donada per: {\displaystyle A=4\pi r^{2}.}A partir de la substitució algebraica d'aquestes a les relacions anteriors, es deriva la llei de la gravitació universal de Newton:
{\displaystyle F=m{\frac {2\pi ck_{\text{B}}T}{\hbar }}=m{\frac {4\pi c}{\hbar }}{\frac {E}{N}}=m{\frac {4\pi c^{3}}{\hbar }}{\frac {M}{N}}=m4\pi {\frac {GM}{A}}=G{\frac {mM}{r^{2}}}.}
Cal tenir en compte que aquesta derivació suposa que el nombre de bits binaris d'informació és igual al nombre de graus de llibertat. {\displaystyle {\frac {A}{\ell _{\text{P}}^{2}}}=N={\frac {2E}{k_{\text{B}}T}}}